# Strasburg (Dakota del Nord)
Strasburg és una població dels Estats Units a l'estat de Dakota del Nord. Segons el cens del 2000 tenia 549 habitants.

## Demografia
Segons el cens del 2000, Strasburg tenia 549 habitants, 216 habitatges, i 136 famílies. La densitat de població era de 706,6 hab./km².
Dels 216 habitatges en un 21,8% hi vivien nens de menys de 18 anys, en un 54,2% hi vivien parelles casades, en un 7,9% dones solteres, i en un 36,6% no eren unitats familiars. En el 33,3% dels habitatges hi vivien persones soles el 21,3% de les quals corresponia a persones de 65 anys o més que vivien soles. El nombre mitjà de persones vivint en cada habitatge era de 2,21 i el nombre mitjà de persones que vivien en cada família era de 2,81.
Per edats la població es repartia de la següent manera: un 20% tenia menys de 18 anys, un 3,5% entre 18 i 24, un 16,9% entre 25 i 44, un 19,5% de 45 a 60 i un 40,1% 65 anys o més.
L'edat mediana era de 55 anys. Per cada 100 dones de 18 o més anys hi havia 79,9 homes.
La renda mediana per habitatge era de 25.417 $ i la renda mediana per família de 34.688 $. Els homes tenien una renda mediana de 26.750 $ mentre que les dones 16.719 $. La renda per capita de la població era de 15.186 $. Entorn del 7,8% de les famílies i el 15,2% de la població estaven per davall del llindar de pobresa.

## Poblacions més properes
El següent diagrama mostra les poblacions més properes.